# Wapen van Hei- en Boeicop

Wapen van Hei- en Boeicop (1969)

Wapen van Hei- en Boeicop (1943-1969)

Het wapen van Hei- en Boeicop werd op 26 oktober 1943 bij besluit van de wrnd. Secretaris-Generaal van het Departement van Algemene Zaken aan de gemeente Hei- en Boeicop verleend. Op 12 november 1969 is op basis van nieuwe inzichten op verzoek van de gemeente, bij Koninklijk Besluit een nieuw wapen toegekend. Op 1 januari 1986 fuseerde de gemeente samen met Ameide, Tienhoven, Leerbroek, Lexmond, Meerkerk en Nieuwland tot de nieuw opgerichte gemeente Zederik. Het wapen van Hei- en Boeicop is daardoor komen te vervallen. In het wapen van Zederik zijn geen elementen uit het wapen van Hei- en Boeicop overgenomen.

## Blazoenering
De blazoenering van het eerste wapen luidde als volgt:
Gedeeld : I in keel 3 schuinbalken van goud, II in goud een leeuw van keel, getongd en genageld van lazuur en een barensteel van hetzelfde over de borst van den leeuw heengaande. Het schild gedekt door een gouden kroon van 3 bladeren en 2 parels.
De heraldische kleuren in het wapen zijn: goud (geel), keel (rood) en lazuur (blauw). Het schild is gedekt met een gravenkroon.
De blazoenering van het tweede wapen luidde als volgt:
Gedeeld; I in keel twee dwarsbalken van goud, II in zilver twee dwarsbalken van sabel, waartussen twee zuilen van hetzelfde. Het schild gedekt met een gouden kroon met elf paarlen.
De heraldische kleuren in het wapen zijn: goud (geel), keel (rood), zilver (wit) en sabel (zwart). Het schild is gedekt met een kroon met 11 parels.

## Geschiedenis
Tot 1943 voerde de gemeente een wapen waarvan de herkomst onbekend was. Het eerste wapen, dat in 1943 werd bevestigd, was een combinatie van de familiewapens van Van Beusichem (de schuinbalken) en Brederode (de leeuw met barensteel). Beide families waren gedurende lange tijd de heren van Vianen, waarvan de ambachtsheerlijkheid Hei- en Boeicop in 1729 is afgesplitst. Na 1943 werden oude zegels van de heerlijkheid gevonden, op basis waarvan een nieuw wapen werd ontworpen. Het tweede wapen is een combinatie van de wapens van de geslachten Hoogstraten en Terwen. De voor Nederland unieke kroon is afkomstig van een achttiende-eeuws lakzegel.

## Vergelijkbare wapens

Het wapen van het huis Brederode
Het wapen van Langerak
Het wapen van Peursum